# Sainte-Trie
Sainte-Trie é uma comuna francesa na região administrativa da Nova Aquitânia, no departamento Dordonha. Estende-se por uma área de 10,73 km². Em 2010 a comuna tinha 112 habitantes (densidade: 10,4 hab./km²).